# Верхотина (Няндомський район)
Верхотина (рос. Верхотина) — присілок в Няндомському районі Архангельської області Російської Федерації.
Населення становить 0 осіб. Входить до складу муніципального утворення Няндомський муніципальний округ.

## Історія
До 2022 року входило до складу муніципального утворення Мошинське поселення.

## Населення
| 2002 | 2010 | 2012 |
| ---- | ---- | ---- |
| 9    | ↘0   | →0   |